# 火车站街道 (兰州市)
火车站街道，是中华人民共和国甘肃省兰州市城关区下辖的一个乡镇级行政单位。

## 行政区划
火车站街道下辖以下地区：
车站社区、红山根社区、红二村社区、红三村社区、红西村社区和红山根东路社区。